# Gunn
Gunn er en dansk musikfilm fra 2011, der er instrueret af Malthe Merrild.

## Handling
Det nystartede odenseanske band Gunn har i sin korte levetid ikke oplevet andet end stor fremgang og succes. Deres tilmelding til konkurrencen 'Tak Rock' medførte også flere live-jobs, men selve udvælgelsen af bandet, som vinder 50.000 kr. samt æren af at varme op for Kashmir tre gange, trækker i langdrag. Ventetiden medfører nervøsitet og rastløshed. Bliver de hurtigt kendte, hvis de vinder? Hvordan skal de 50.000 kr. bruges? Og hvad hvis de ikke vinder? Kan de uden hjælp kæmpe sig vej frem i den hårde danske musikbranche?